# Sipaliwini
Sipaliwini er det største af Surinams 10 distrikter, placeret i den sydlige del af landet. Sipaliwini har ikke en regional hovedstad da distriktet bliver administreret direkte fra den nationale regering i Paramaribo. Hovedbyerne i distriktet er Apetina, Apoera, Bakhuis, Bitagron, Pokigron, Kajana, Kamp 52, Pelelu Tepu, Cottica, Anapaike, Benzdorp, Kwamalasamutu, Nieuw Jacobkondre, Aurora, Boto-Pasi, Goddo, Djoemoe og Pontoetoe.
Sipaliwini har en befolkning på 29.210 mennesker og et areal på 130.567 km². Distriktet er større end de andre 9 distrikter tilsammen, men det meste af Sipaliwini er ubenyttet.
Regionen var ladt alene under koloniperioden, da hollænderne, som kontrollerede Surinam, var bange for Portugiserne i Brasilien. Det var ikke før det 20. århundrede at udviklingsprojekter startede.

## Resorter
Sipaliwini er inddelt i 6 resorter (ressorten):
- Boven Coppename
- Boven Saramacca
- Boven Suriname
- Coeroeni
- Kabalebo
- Tapanahony

3°46′37″N 56°01′40″V / 3.7769444444444°N 56.027777777778°V